# Orimarga myersiana
Orimarga myersiana är en tvåvingeart som först beskrevs av Alexander 1930.  Orimarga myersiana ingår i släktet Orimarga och familjen småharkrankar.
Artens utbredningsområde är Guyana. Inga underarter finns listade i Catalogue of Life.